# Дейзи Мэри
Дейзи Мэри (англ. Daisy Marie, р. 6 февраля 1984 года, Лос-Анджелес, Калифорния) — американская порноактриса и модель, член Зала славы AVN с 2017 года.

## Биография
Детство провела, в основном, в городе Салем штата Орегон, часто с семьёй гостила у родных в городе Сакатекас, Мексика. Начиная с 2002 года снялась в 382 фильмах для взрослых, позировала для многих взрослых журналов. В 2005 году снялась в скандально откровенном видеоклипе рэпера 50 Cent на композицию Disco Inferno.
Дейзи — финалистка реалити-конкурса Jenna’s American Sex Star, на кабельном телеканале Playboy TV.
Была на обложке июньского номера журнала Penthouse в 2008 году, тогда же была избрана девушкой месяца (Pet of the Month). Имеет татуировку Херувима, покрывающую большую часть спины.

## Награды и номинации
- 2004 номинация на AVN Award — Лучшая новая старлетка[5]
- 2004 номинация на AVN Award — Лучшая сцена триолизма (видео) — Hot Bods & Tail Pipe 26 (with Bella-Marie Wolf & Mark Ashley)[5]
- 2007 номинация на AVN Award — Самая ценная старлетка (Unrecognized Excellence)[6]
- 2007 номинация на AVN Award — Лучшая парная сцена (видео) — Aphrodisiac (with Evan Stone)[6]
- 2007 номинация на AVN Award — Лучшая сцена мастурбации — Barely Legal School Girls[6]
- 2008 номинация на AVN Award — Лучшее лесбийское порно (видео) — Evilution 3 (с Дженной Хейз)[7]
- 2008 номинация на AVN Award — Лучшая сцена триолизма — Facade (с Алексис Лав & Jean Val Jean)[7]
- 2008 номинация на FAME Award — Лучшая старлетка среди женщин[8]
- 2009 номинация на AVN Award — Лучшая сцена стриптиза — Touch Me[9]
- 2009 номинация на FAME Award — Лучшая старлетка среди женщин[10]
- 2009 номинация на FAME Award — Любимая задница[10]
- 2009 FAME Award — Любимая недооценённая звезда[11]
- 2010 номинация на FAME Award — Любимая задница[12]
- 2011 номинация на AVN Award — Лучшая сцена триолизма (Ж/Ж/М) — Sunny’s B/G Adventure (с Санни Леоне и Вуду)[13]
- 2012 номинация на AVN Award — Лучшая лесбийская сцена — RolePlay (с Санни Леоне)[14]